# 短掌筋
短掌筋（たんしょうきん、Palmaris brevis muscle）は人間の上肢の筋肉で手掌腱膜の緊張を行う。
手掌腱膜尺側縁が起始、小指球尺側縁の皮膚で停止する。作用は小指球の皮膚を引いて、手掌のくぼみを深める